# La Houppe
La Houppe (en néerlandais : D'Hoppe) est un hameau de la commune de Flobecq en province du Hainaut, en Belgique. Majoritairement néerlandophone et en bordure immédiate de la frontière linguistique le hameau se trouve au cœur du bois de Pottelberg, à l'est du mont de Rhodes .
Lors de la fixation de la frontière linguistique, la commune de Flobecq est restée dans la province du Hainaut et, par conséquent, dans la région de langue française. Cependant, la commune dispose de facilités linguistiques pour les néerlandophones.

## Histoire

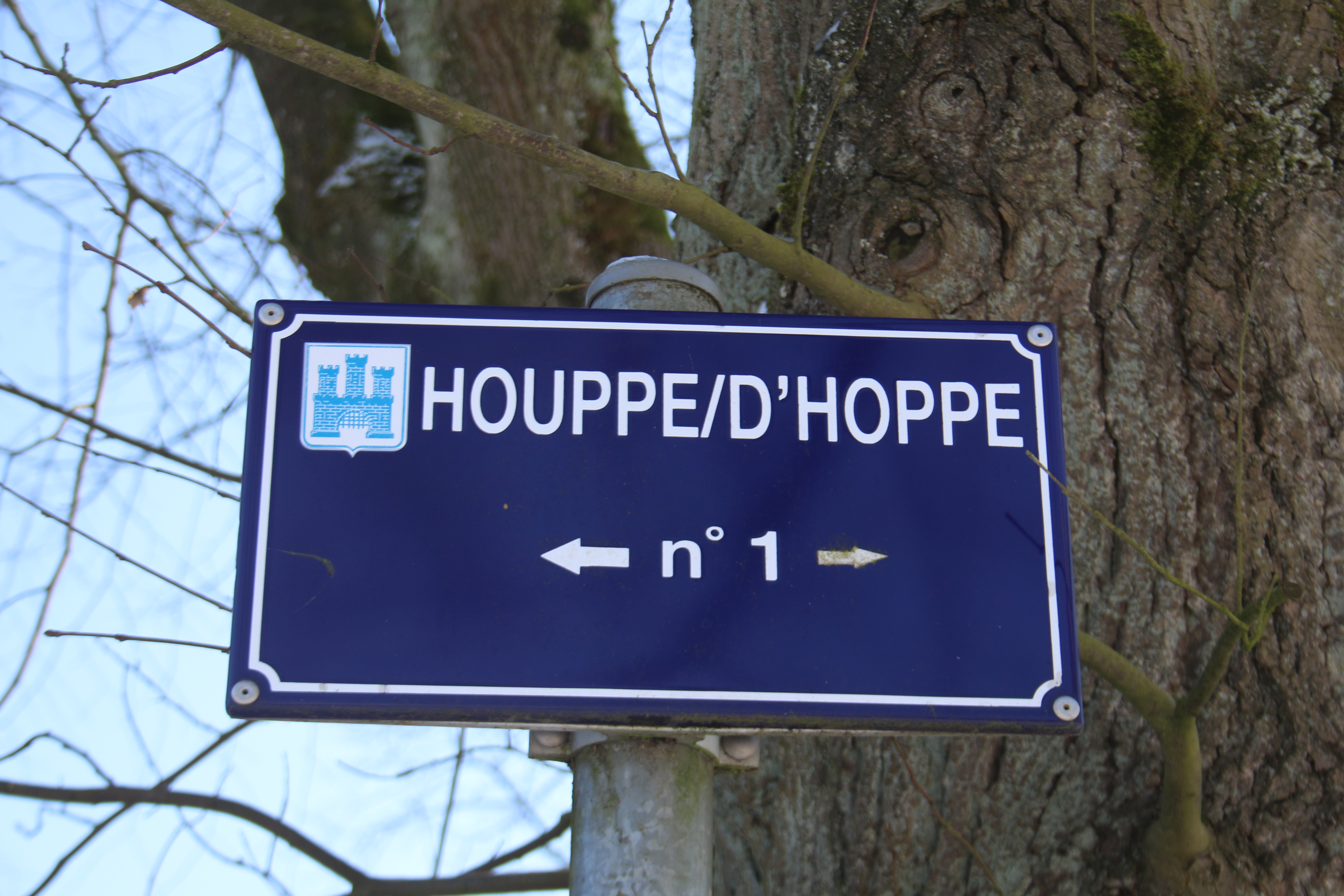
Panneau bilingue à La Houppe

Avant la fixation de la frontière linguistique La Houppe était partiellement rattaché à la commune de Ellezelles mais il fut rattaché entièrement à Flobecq en 1971 pour permettre à sa population néerlandophone de jouir des facilités linguistiques (bilinguisme) de Flobecq.

## Patrimoine
- Le bois de Pottelberg avec le Brakelbos au nord-est et le bois de La Houppe, au sud. En 1988, une partie du bois de La Houppe fut protégé en tant que site naturel en 2010, en même temps qu'un certain nombre de parcelles situées sur le mont de Rhodes.
- La chapelle Saint-Christophe se trouve au lieu-dit 'La Caplette', au cœur du bois de Pottelberg.
- La source du Zwalin se trouve dans les environs du hameau.

## Sport
En raison des collines autour du hameau, certaines de ces pentes sont montées en vélo durant les classiques printanières flamandes, tels que le Pottelberg et le Hoppeberg.

## Communications
La route nationale 48  [RN 48] allant de Renaix à Ninove traverse le hameau, tout comme le sentier de grande randonnée 122.